# Pouteria salicifolia
Pouteria salicifolia (Spreng) Radlk. , Mataojo es un arbusto  originario de Argentina, Paraguay, Brasil y Uruguay.  Recibe los nombres comunes de mataojos, sacaojos, marcela, aguaío aguay.Crece siempre en zonas cercanas al agua en bosques ribereños, márgenes de ríos y arroyos e islas.
Su nombre vulgar alude al humo irritante que desprende la madera al quemarse.

## Descripción
Árboles o arbustos de 3-10 m de altura, ramificado desde la base, copa amplia, bien desarrollada, corteza rojiza,  agrietada longitudinalmente.  Tallos jóvenes cubiertos de tricomas color ferroso. Hojas simples, alternas, lanceoladas, , margen entero, ápice agudo,perennes.Inflorescencias axilares de 1 cm de largo, color verde-crema, perfumadas.  Fruto verdoso hasta rojizo al madurar, semiseco, ovoide, semilla única. Florece en primavera y fructifica en verano-otoño, melífera.Florece en verano, fructifica en verano y en otoño. Fruto drupa de 3-5 cm de diámetro, cuando se seca hace un pico (y permite diferenciarla así fácilmente de otras Pouteria con hojas semejantes).

## Sinonimia
- Guapeba neriifolia (Hook. & Arn.) Pierre;
- Guapeba salicifolia (Spreng.) Pierre;
- Labatia salicifolia (Spreng.) Mart.;
- Lucuma longifolia A.DC.;
- Lucuma neriifolia Hook. & Arn.;
- Lucuma sellowii A.DC.;
- Pouteria neriifolia (Hook. & Arn.) Radlk.;
- Pouteria salicifolia var. neriifolia (Hook. & Arn.) Monach. & Moldenke;
- Pouteria salicifolia var. typica Baehni;
- Pouteria salicifolia var. uruguayensis Dubard;
- Pouteria schenckii Engl.;
- Pouteria sellowii (A. DC.) Engl.;
- Richardella salicifolia (Spreng.) Baehni;
- Roussea salicifolia Spreng.[6]